# Amadeov teatar
Amadeov teatar osnovan je u Zagrebu 1797. godine i zatvoren 1834. godine. Amadeov teatar dobio je ime po svom osnivaču mađarskom grofu Antonu Amadeu de Varkonyu, velikom županu zagrebačkom. Amadeov teatar nalazio se u nekadašnjoj Blatnoj i Kazališnoj, a danas Demetrovoj ulici, u zgradi u kojoj se nalazi Hrvatski prirodoslovni muzej, a u kojoj se od 2000. godine ljeti održava Klupska kazališno-glazbena scena Amadeo.
Amadeov teatar bio je javna kazališna dvorana, koju je njen vlasnik iznajmljivao poduzetniku – principalu družine s najboljom ponudom. Za kazališne predstave i druge priredbe tiskani su plakati, ulaznice, oglasi i reklame. Na ovim temeljima Amadeov teatar proglašen je prvim zagrebačkim javnim kazalištem.

## Jezik izvedbi
U Amadeovu teatru predstave su se izvodile uglavnom na njemačkom jeziku s manjim udjelom latinskog jezika. Godine 1832. i 1833. u Amadeovu teatru njemački su glumci izveli prve javne i profesionalne predstave na hrvatskoj kajkavštini. Dragutin Rakovac (1813. – 1854.) preveo je dvije komedije Kotzebuea na kajkavski, a Josef Schweigert, redatelj i glumac njemačke družine koja je tada nastupala u Amadeovu teatru, uprizorio je sljedeće predstave:
2. listopada 1832. Ztari mladosenja i kosharice (prema Kotzebueu)
28. siječnja 1833. Vkanjeni Vkanitel (prema Florijanu)
23. srpnja 1833. Ztari zaszebni kuchish Petra III (prema Kotzebueu).
Sve tri predstave izveli su njemački glumci koji nisu bili vični hrvatskoj kajkavštini, pa su se na plakatu zadnje predstave ispričali kako će njihova „ostra marljivozt slomiti“ sve jezične prepreke.

## Repertoar
U Amadeovu teatru odigran je sveukupni njemački repertoar standardnih obilježja tadašnje austrijske provincije: drame, opere, baleti i posebna vrsta lakših komada s pjevanjem koja će se kasnije pretvoriti u operetu pod imenom Singspiel. Početkom 19. stoljeća sve se češće pojavljuju pisci bečkoga kruga koji su svojim djelovanjem obilježili postanak bečkog pučkog teatra, bez kojeg je pak nezamisliva geneza hrvatskoga pučkog igrokaza.
U nacionalnoj kazališnoj povijesti Amadeov teatar imao je prvenstveno odgojnu ulogu.

## Vanjske poveznice
- Povijest Hrvatskoga narodnog kazališta
- Scena Amadeo